# Dato Marsagisjvili
Dato Marsagisjvili (georgiska: დათო მარსაგიშვილი), född 30 mars 1991, är en georgisk brottare som tog OS-brons i mellanviktsbrottning vid de olympiska brottningstävlingarna 2012 i London.